# Testa di violino

Teste di violino

Le teste di violino o germogli di felce sono le fronde arrotolate di una giovane felce, raccolte per essere utilizzate come verdura.
La testa di violino ricorda l'ornamento arricciato (detto voluta) presente all'estremità di uno strumento a corda, come il violino.
Lasciato sulla pianta, ogni germoglio si srotolerebbe formando una nuova fronda (vernazione circinnata). Poiché le teste di violino vengono raccolte all'inizio della stagione, prima che la fronda si sia aperta e abbia raggiunto la sua massima altezza, vengono tagliate abbastanza vicine al terreno.
Le teste di violino delle felci aquiline contengono ptaquiloside che può risultare cancerogeno.

## Varietà
Le teste di violino di alcune felci vengono consumate cotte come verdura a foglia. Le specie più popolari sono:
- Felce aquilina, Pteridium aquilinum, presente in tutto il mondo (tossica se non cotta completamente)
- Matteuccia struthiopteris, presente nelle regioni settentrionali del mondo e nella parte centro-orientale del Nord America
- Felce femmina, Athyrium filix-femina, diffusa nella maggior parte delle zone temperate dell'emisfero settentrionale.
- Osmunda cinnamomea, diffusa nelle zone orientali del Nord America, anche se non è così appetibile come Matteuccia struthiopteris.
- Felce reale, Osmunda regalis, presente in tutto il mondo
- Stenochlaena palustris, si trova s Sarawak, dove è apprezzata come una prelibatezza locale[4]
- Osmunda japonica, presente nell'Asia orientale
- Athyrium esculentum, presente in tutta l'Asia e l'Oceania

Il valore ornamentale delle teste di violino le rende molto costose nelle regioni temperate, dove non sono abbondanti.

## Fonti e raccolta

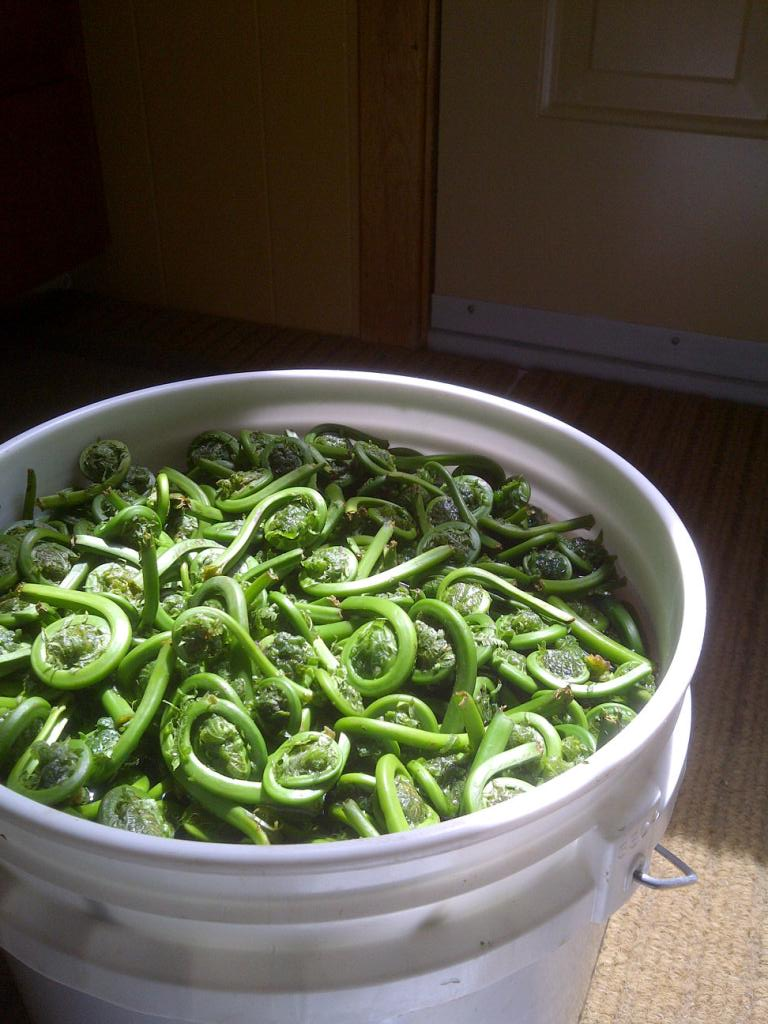
Secchio di teste di violino appena raccolte

Disponibili stagionalmente, le teste di violino vengono raccolte in primavera. Quando si raccolgono le teste di violino, si consiglia di prendere solo un terzo delle cime per pianta per un raccolto che non la danneggi. Ogni pianta produce diverse cime che si trasformano in fronde.

## Usi culinari

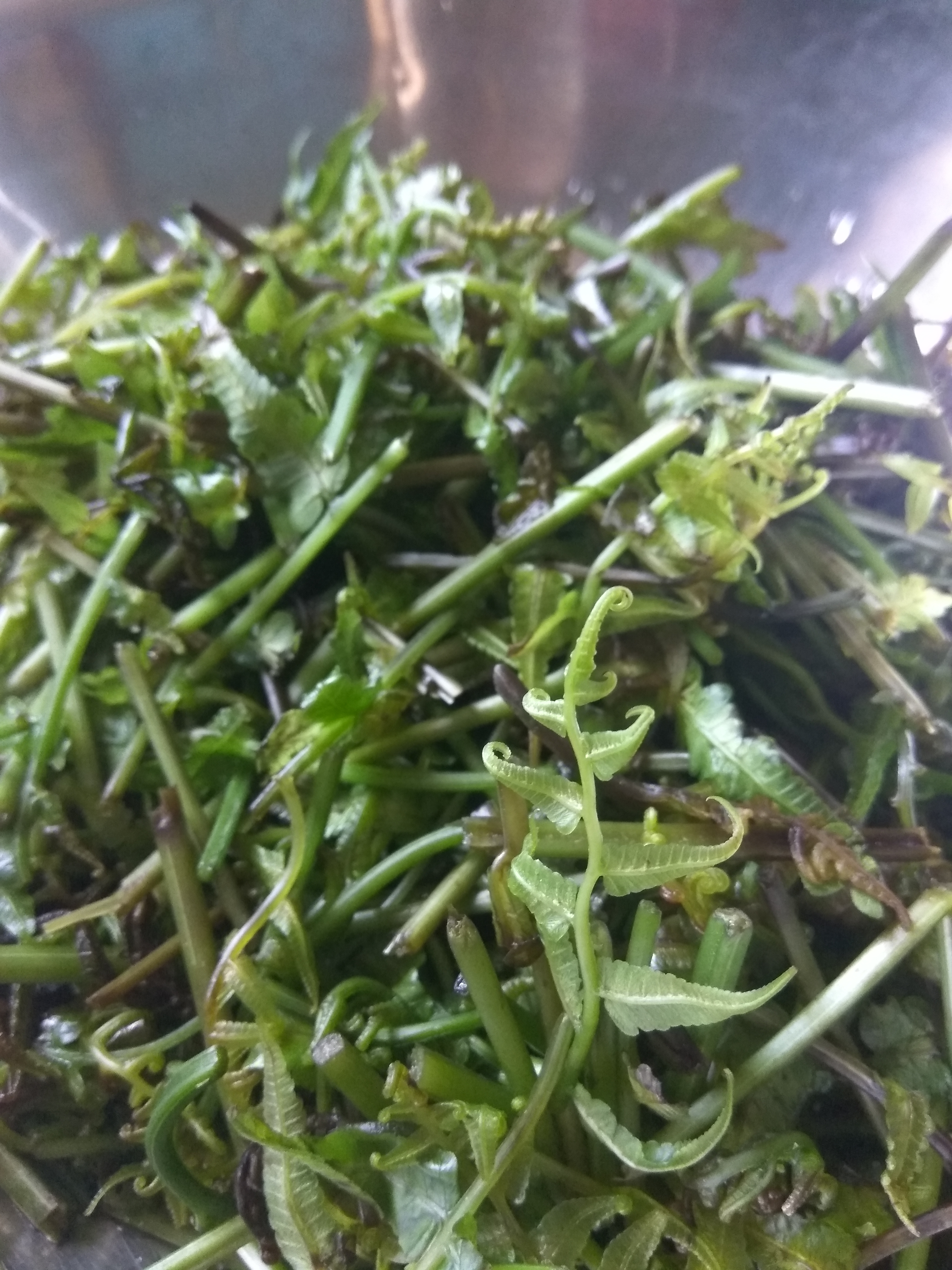
Testa di violino in insalata

Le teste di violino fanno parte della dieta tradizionale in gran parte della Francia settentrionale fin dall'inizio del Medioevo, di tutta l'Asia e anche dei nativi americani. Fanno parte della dieta anche dell'estremo Oriente russo, dove vengono spesso raccolte in autunno, conservate sotto sale durante l'inverno e poi consumate in primavera.

### Cucina asiatica
In Indonesia, le giovani felci vengono cucinate in una densa salsa di cocco aromatizzata con peperoncino, galanga, citronella, foglie di curcuma e altre spezie. Questo piatto si chiama gulai pakis o gulai paku ed è originario del gruppo etnico Minangkabau.
Nelle Filippine, le giovani fronde di Diplazium esculentum o pakô sono una prelibatezza, spesso trasformate in insalata con pomodori, fette di uovo d'anatra salato e una semplice salsa vinaigrette.
Nell'Asia orientale, le teste di violino della felce aquilina (Pteridium aquilinum) vengono mangiate come verdura, chiamata kogomi (コゴミ) in Giappone, gosari (고사리) in Corea, e juécài (蕨菜) in Cina e Taiwan.
In Corea, un tipico banchan (piccolo contorno) è il gosari-namul (고사리나물), che consiste in cime di felce preparate e saltate in padella. Le teste di violino possono trovarsi anche come componente dei noti piatti bibimbap, yukgaejang e bindae-tteok . Nell'isola di Jeju la raccolta tradizionale avviene tra aprile e maggio.
In Giappone, le felci aquiline sono un piatto molto apprezzato e si dice che arrostirle neutralizzi le tossine contenute in questa verdura. Le teste di violino di Osmunda japonica, note come zenmai (薇), così come quelli di Matteuccia struthiopteris, nota come kogomi (コゴミ), vengono comunemente consumate in primavera. In Giappone le felci aquiline sono considerate sansai, ovvero verdure selvatiche. Vengono tradizionalmente utilizzate anche per preparare il warabimochi, un dessert in stile giapponese.

### Cucina indiana
Nel subcontinente indiano, le teste di violino sono presenti negli stati himalayani dell'India settentrionale e nord-orientale. Come parte della cucina del Tripura, vengono preparate saltandole in padella e servite come contorno.
Nelle regioni di Darjeeling e Sikkim, sono comuni come contorno di verdure, spesso mescolate con formaggio locale e talvolta messe sottaceto.

### Cucina nordamericana
Matteuccia struthiopteris, cresce spontaneamente nelle zone umide del nord-est del Nord America in primavera. I popoli Maliseet, Mi'kmaq e Penobscot del Canada orientale e del Maine raccoglievano tradizionalmente i germogli di felce, e la verdura è stata introdotta per la prima volta ai coloni acadiani all'inizio del XVIII secolo, e in seguito ai lealisti dell'Impero Unito quando iniziarono a stabilirsi nel Nuovo Brunswick negli anni '80 del Settecento. Le teste di violino rimangono un piatto tradizionale in queste regioni, con la maggior parte della raccolta commerciale che avviene nel Nuovo Brunswick, nel Quebec e nel Maine, e la verdura è considerata particolarmente emblematica del Nuovo Brunswick.  Le aree di produzione di teste di violino si trovano anche in Nuova Scozia, Vermont e New Hampshire.
Le teste di violino vengono vendute fresche e congelate. Quelle fresche sono disponibili sul mercato solo per poche settimane in primavera e sono piuttosto costose. Tuttavia, in alcuni negozi è possibile trovarle sott'aceto e congelate durante tutto l'anno. La verdura viene solitamente cotta a vapore, bollita e/o saltata in padella prima di essere consumata calda, con salsa olandese, burro, limone, aceto e/o aglio, oppure fredda in insalata o con maionese.
Per cucinare le teste di violino, si consiglia di rimuovere il rivestimento cartaceo marrone prima di lavarle in diversi cambi di acqua fredda, quindi bollirle o cuocerle a vapore. La bollitura riduce l'amarezza e il contenuto di tannini e tossine. Le felci dovrebbero essere cotte accuratamente prima di essere mangiate per evitare intossicazioni alimentari. Il tempo di cottura raccomandato dalle autorità sanitarie è di 15 minuti se bollito e di 10-12 minuti se cotto a vapore.

### Cucina maori
Storicamente il popolo Māori mangiava i giovani germogli di felce chiamati pikopiko, termine che può riferirsi a diverse specie di felci della Nuova Zelanda.

## Componenti
Le teste di violino sono povere di sodio, ma ricche di potassio.
Molte felci contengono anche l'enzima tiaminasi, che decompone la tiamina. Ciò può portare al beriberi, se consumate in eccesso estremo.
Inoltre, ci sono alcune prove che alcune specie di teste di violino, ad esempio quelle derivanti dalla felce aquilina (genere Pteridium), siano tossiche. Si consiglia di cuocere completamente le teste di felce per distruggere l'acido shikimico. Non si ritiene che Matteuccia struthiopteris causi il cancro, sebbene vi siano prove che contenga una tossina non ancora identificata.